# Saint-Grégoire-d’Ardennes
Saint-Grégoire-d’Ardennes ist eine französische Gemeinde mit 144 Einwohnern (Stand 1. Januar 2022) im Département Charente-Maritime in der Region Nouvelle-Aquitaine (vor 2016 Poitou-Charentes); sie gehört zum Arrondissement Jonzac und zum Kanton Pons. Die Einwohner werden Saint-Grégoriens genannt.

## Geographie
Saint-Grégoire-d’Ardennes liegt etwa 30 Kilometer südsüdöstlich von Saintes. Umgeben wird Saint-Grégoire-d’Ardennes von den Nachbargemeinden Fléac-sur-Seugne im Nordwesten und Norden, Marignac im Nordosten und Osten, Saint-Georges-Antignac im Südosten und Süden sowie Mosnac im Westen.

## Bevölkerungsentwicklung
| Jahr                       | 1962 | 1968 | 1975 | 1982 | 1990 | 1999 | 2006 | 2019 |
| Einwohner                  | 147  | 140  | 142  | 153  | 134  | 118  | 126  | 146  |
| Quellen: Cassini und INSEE |      |      |      |      |      |      |      |      |

## Sehenswürdigkeiten

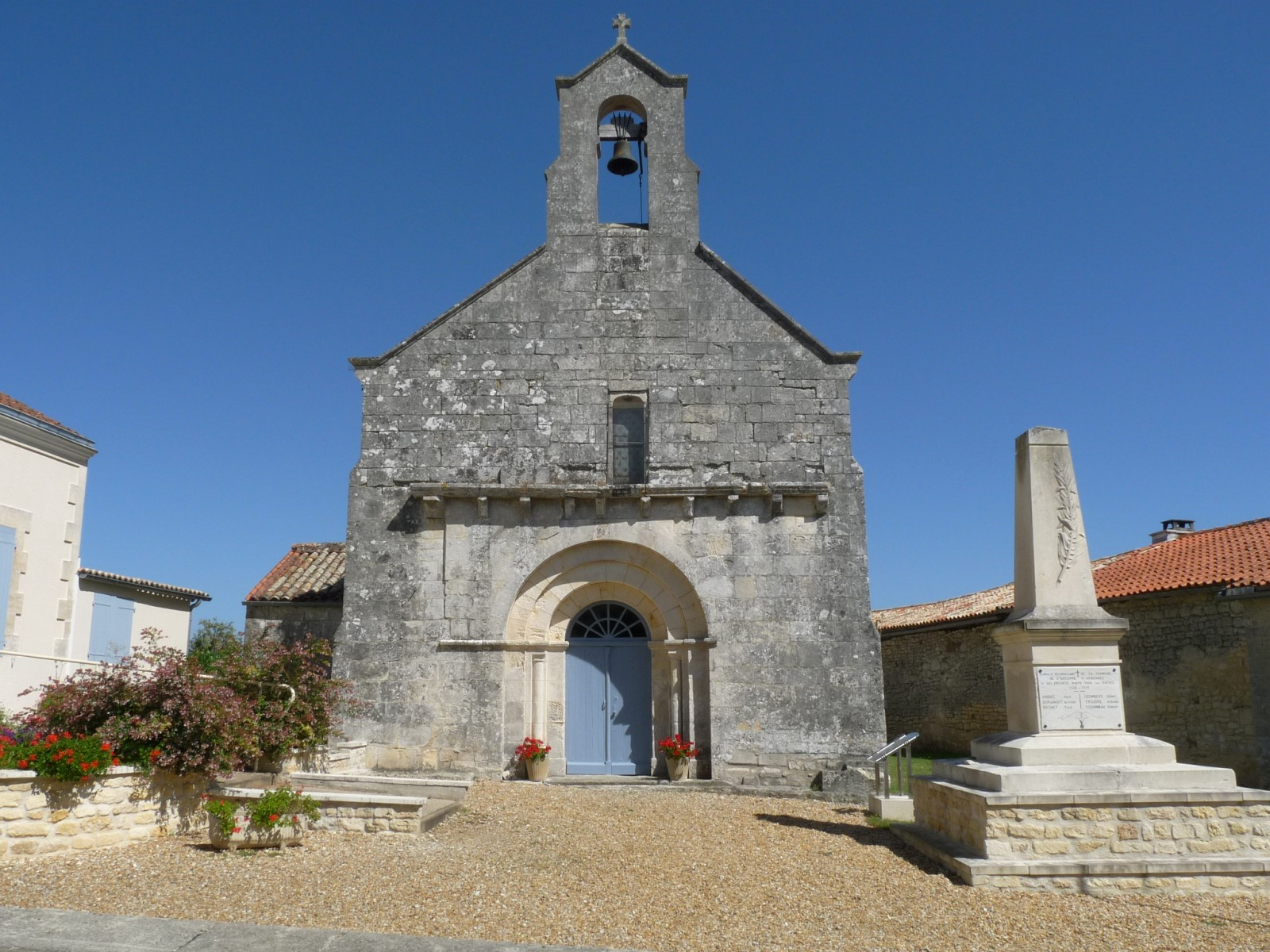
Kirche Saint-Grégoire

- Kirche Saint-Grégoire